# اچ‌تی‌سی دیزایر زد
اچ‌تی‌سی دیزایر زد (به انگلیسی: HTC Desire Z) یک تلفن هوشمند دارای سیستم‌عامل اندروید است که در سپتامبر سال ۲۰۱۰ توسط شرکت اچ‌تی‌سی معرفی شد و در نوامبر همان سال قابل دسترس بود.